# Tafí del Valle (departement)
Tafí del Valle is een departement in de Argentijnse provincie Tucumán. Het departement (Spaans:  departamento) heeft een oppervlakte van 2.741 km² en telt 13.883 inwoners.

## Plaatsen in departement Tafí del Valle
- Amaicha del Valle
- Colalao del Valle
- El Mollar
- Tafí del Valle